# Elezioni parlamentari in Islanda del 2016
Le elezioni parlamentari in Islanda del 2016 si tennero il 29 ottobre per il rinnovo dell'Althing. In seguito all'esito elettorale, Bjarni Benediktsson, espressione del Partito dell'Indipendenza, divenne Primo ministro.
Le consultazioni ebbero luogo un anno prima della scadenza naturale della legislatura, fissata per il 2017, dopo le dimissioni rassegnate dal primo ministro Sigmundur Davíð Gunnlaugsson (Partito Progressista), coinvolto nello scandalo dei Panama Papers e temporaneamente sostituito alla guida del governo da Sigurður Ingi Jóhannsson, esponente del suo stesso partito.
I risultati elettorali videro prevalere il Partito dell'Indipendenza, che ottenne 21 seggi migliorando leggermente rispetto al risultato delle precedenti elezioni e staccando gli alleati del Partito Progressista, guidato dal premier uscente Jóhannsson, crollati ad 8 deputati dopo aver perso più di metà dei propri voti.
Rilevanti furono anche i risultati del Partito Pirata e del Sinistra - Movimento Verde, presentatisi alle elezioni in coalizione, che ottennero entrambi 10 rappresentanti. Completano il quadro Rinascita, formazione centrista nata da una scissione dal Partito dell'Indipendenza, che elesse 7 deputati; Futuro Luminoso, di ispirazione europeista, che ne ottenne 4 seggi; i Socialdemocratici, scesi ad appena 3 rappresentanti.
I nuovi partiti Alba e Partito del Popolo ottennero buoni risultati pur non ottenendo propri rappresentanti nell'Althing.

## Risultati
| Partito dell'Indipendenza (D)  | 54 990  | 29,00 | 21 |  |  |  |
| Sinistra - Movimento Verde (V) | 30 166  | 15,91 | 10 |  |  |  |
| Partito Pirata (P)             | 27 449  | 14,48 | 10 |  |  |  |
| Partito Progressista (B)       | 21 791  | 11,49 | 8  |  |  |  |
| Rinascita (C)                  | 19 870  | 10,48 | 7  |  |  |  |
| Futuro Luminoso (A)            | 13 578  | 7,16  | 4  |  |  |  |
| Alleanza Socialdemocratica (S) | 10 893  | 5,74  | 3  |  |  |  |
| Partito del Popolo (F)         | 6 707   | 3,54  | –  |  |  |  |
| Alba (T)                       | 3 275   | 1,73  | –  |  |  |  |
| Fronte Popolare Islandese (R)  | 571     | 0,30  | –  |  |  |  |
| Fronte Nazionale Islandese (E) | 303     | 0,16  | –  |  |  |  |
| Partito Umanista (H)           | 33      | 0,02  | –  |  |  |  |
| Totale                         | 189 626 | 100   | 63 |  |  |  |
|                                |         |       |    |  |  |  |
| Voti non validi                | 5 574   | 2,86  |    |  |  |  |
| Votanti                        | 195 200 |       |    |  |  |  |

| Riepilogo dei voti (+/- elezioni 2013)  | Riepilogo dei voti (+/- elezioni 2013) | Riepilogo dei voti (+/- elezioni 2013) | Riepilogo dei voti (+/- elezioni 2013) | Riepilogo dei voti (+/- elezioni 2013) | Riepilogo dei voti (+/- elezioni 2013) | Riepilogo dei voti (+/- elezioni 2013) |
| --------------------------------------- | -------------------------------------- | -------------------------------------- | -------------------------------------- | -------------------------------------- | -------------------------------------- | -------------------------------------- |
| Partito dell'Indipendenza               | Partito dell'Indipendenza              | Partito dell'Indipendenza              |                                        |                                        | 29,00%                                 | ▲ 2,30                                 |
| Sinistra - Movimento Verde              | Sinistra - Movimento Verde             | Sinistra - Movimento Verde             |                                        |                                        | 15,91%                                 | ▲ 5,04                                 |
| Partito Pirata                          | Partito Pirata                         | Partito Pirata                         |                                        |                                        | 14,48%                                 | ▲ 9,38                                 |
| Partito Progressista                    | Partito Progressista                   | Partito Progressista                   |                                        |                                        | 11,49%                                 | ▼ 12,94                                |
| Rinascita                               | Rinascita                              | Rinascita                              |                                        |                                        | 10,48%                                 | Nuovo                                  |
| Futuro Luminoso                         | Futuro Luminoso                        | Futuro Luminoso                        |                                        |                                        | 7,16%                                  | ▼ 1,09                                 |
| Alleanza Socialdemocratica              | Alleanza Socialdemocratica             | Alleanza Socialdemocratica             |                                        |                                        | 5,74%                                  | ▼ 7,11                                 |
| Partito del Popolo                      | Partito del Popolo                     | Partito del Popolo                     |                                        |                                        | 3,54%                                  | Nuovo                                  |
| Alba                                    | Alba                                   | Alba                                   |                                        |                                        | 1,73%                                  | ▼ 1,37                                 |
| Altri <0,50%                            | Altri <0,50%                           | Altri <0,50%                           |                                        |                                        | 0,48%                                  | ▲ 0,06                                 |
| Riepilogo dei seggi (+/- elezioni 2013) |                                        |                                        |                                        |                                        |                                        |                                        |
|                                         |                                        |                                        |                                        |                                        |                                        |                                        |
| VG                                      | 10                                     | ▲ 3                                    |                                        | Samfylkingin                           | 3                                      | ▼ 6                                    |
| Píratar                                 | 10                                     | ▲ 7                                    |                                        | BF                                     | 4                                      | ▼ 2                                    |
| FSF                                     | 8                                      | ▼ 11                                   |                                        | Viðreisn                               | 7                                      | Nuovo                                  |
| Sjálfstæðisflokkurinn                   | 21                                     | ▲ 2                                    |                                        |                                        |                                        |                                        |

## Esito elettorale
Nessuno dei due blocchi principali - la coalizione uscente di centro-destra del Partito dell'Indipendenza e del Partito Progressista, e l'opposizione di centro-sinistra (Sinistra - Movimento Verde, Pirati, Futuro Luminoso e Alleanza Socialdemocratica) - si è assicurato la maggioranza assoluta, lasciando la nuova formazione centrista Rinascita come possibile ago della bilancia.
Il leader del Partito dell'Indipendenza, Bjarni Benediktsson, ha espresso una preferenza per una coalizione di tre parti, anche se senza chiarire quali. Il Partito Pirata ha proposto una coalizione di cinque parti con i Verdi, i socialdemocratici di Alleanza, Futuro Luminoso e Rinascita, avendo già escluso un'alleanza con uno dei due membri della coalizione avversaria. Il Partito Pirata ha poi suggerito una coalizione di minoranza formata dai Verdi, Futuro Luminoso e Rinascita, con il supporto esterno dei socialdemocratici, al fine di semplificare il processo di formazione del governo.
Il leader di Rinascita, Benedikt Jóhannesson, ha escluso una coalizione tripartito con il Partito dell'Indipendenza e Partito Progressista. Rinascita non hanno escluso il sostegno del blocco di centro-sinistra.
Il 2 novembre, il presidente Guðni Thorlacius Jóhannesson conferì il mandato di formare un governo di maggioranza a Benediktsson. In data 11 novembre, il Partito dell'Indipendenza, Futuro Luminoso e Rinascita sono entrati in trattative per formare una coalizione ma i tre partiti non sono riusciti a concordare un'intesa sul programma economico riguardante il settore ittico islandese e su un eventuale referendum riguardante l'adesione dell'Islanda all'Unione europea.
Il 17 novembre, il mandato di formare un governo di maggioranza fu affidato a sua volta dato alla leader di Sinistra - Movimento Verde, Katrín Jakobsdóttir, che ha avviato colloqui con Futuro Luminoso, Rinascita, i pirati, e socialdemocratici, e il 19 novembre le cinque parti hanno accettato di avviare una trattativa formale per formare una coalizione. Il 24 novembre, tuttavia, i colloqui sono falliti ed anche Jakobsdóttir ha formalmente rinunciato al mandato presidenziale.
Il 2 dicembre, il mandato di formare un governo di maggioranza è stato dato al leader del Partito Pirata, Birgitta Jónsdóttir, ma anche lei non è riuscita a formare un governo. A questo punto il presidente Jóhannesson ha deciso di non conferire un nuovo mandato chiedendo ai dirigenti dei partiti di discutere la questione in modo informale.
Il 2 gennaio 2017, il Partito dell'Indipendenza ha iniziato colloqui ufficiali su un possibile accordo di coalizione nuovamente con Futuro Luminoso e Rinascita. Il quotidiano Morgunblaðið ha anche riferito che i Verdi e il Partito Progressista avevano discusso di possibili offerte di coalizione con il Partito dell'Indipendenza. Una nuova coalizione è stata costituita, il 10 gennaio 2017, tra Partito dell'Indipendenza,  Futuro Luminoso e Rinascita con Bjarni Benediktsson che è divenuto Primo Ministro l'11 gennaio 2017.